# Dizzy Panic
Dizzy Panic is een computerspel dat werd ontwikkeld door The Big Red Software en uitgegeven door Codemasters. Het spel werd uitgebracht in 1991 voor verschillende homecomputers. Het spel is ontworpen door de Oliver Twins. De Grand Dizzy heeft hulp nodig in zijn speelgoedfabriek het bedienen van speelgoedmachine. De speler biedt deze hulp en bestuurt een strook met vorm. Onder deze strook staan vier potten en door de strook goed te schuiven kunnen de spoedgoedstukken hier wel of niet doorheen. Voor de speelgoedstukken die erdoorheen gaan krijgt de speler punten. Bij voldoende speelgoedstukken in de potten stijgt de speler een level. Als het spoedgoedstuk niet matched in de vormen komen de pijpen omlaag. Als de pijpen de grond raken is het spel ten einde. Het spel is Engelstalig en het perspectief wordt getoond in de derde persoon.

## Platforms
| Platform | Jaar                                   |
| -------- | -------------------------------------- |
| 1991     | Amstrad CPC, Commodore 64, ZX Spectrum |
| 1992     | Amiga, Atari ST                        |

In 1993 maakte het spel onderdeel uit van The Excellent Dizzy Collection dat voor de Sega Master System en Sega Game Gear uitkwam. 

## Ontvangst
Het spel kreeg de volgende reviews:
- Amiga Force 16 (maart 1994): 62%
- Amiga Force 7 (juli 1993): 32%